# Izaskun Bilbao
Izaskun Bilbao Barandica (Bermeo, Vizcaya, 27 de marzo de 1961) es una jurista y política española de ideología nacionalista vasca, diputada en el Parlamento Europeo desde 2009 hasta 2024.

## Biografía
Perteneciente a una familia de pescadores, es licenciada en Derecho por la Universidad de Deusto y tiene un máster en Gestión de Empresas (UPV). De 1996 a 1998 fue directora de servicios del Departamento Vasco de Interior, y luego ocupó el mismo cargo en Cultura. Ha sido concejal en el Ayuntamiento de Bermeo y es interventora del Ayuntamiento de Cortézubi. Miembro del Partido Nacionalista Vasco, fue diputada en el Parlamento Vasco desde 1998 a 2009, y presidenta del mismo (la primera mujer presidenta del Parlamento Vasco) entre 2005 y 2009, al no conseguir el candidato inicial del PNV, Juan María Atutxa, la mayoría necesaria para ser elegido.
En las elecciones autonómicas de 2009 fue cabeza de lista del PNV por Vizcaya. Ese mismo año, abandona el Parlamento Vasco para formar parte de las listas electorales del grupo liberal-demócrata al Parlamento Europeo a través del Partido Demócrata Europeo, socio menor de la coalición, y se convierte en eurodiputada. En las elecciones europeas de 2014, repite como candidata de la misma formación y vuelve a conseguir el escaño en el Parlamento Europeo. 
Izaskun Bilbao domina los idiomas euskera, español y francés.

## Carrera política
A lo largo de estos años ha desempeñado los siguientes cargos o funciones políticas.

### Funciones en órganos de gobierno locales
- 1987-1991: Concejala del Ayuntamiento de Bermeo, áreas de Urbanismo y Cultura.

### Funciones en un Parlamento regional
- 1998-2001 (VI Legislatura): Presidenta de la Comisión de Agricultura y Pesca; vocal de la Comisión de Instituciones e Interior, de la Comisión de Economía y Presupuestos y de la Comisión de Mujer y Juventud
- 2001-2005 (VII Legislatura): Parlamentaria en el Parlamento Vasco; presidenta de la Comisión de Agricultura y Pesca; vocal de la Comisión de Instituciones e Interior, de la Comisión de Industria, Comercio y Turismo, de la Comisión de Mujer y Juventud y de la Comisión de Control de Gastos Reservados.
- 2005-2009 (VIII Legislatura): Presidenta del Parlamento Vasco.
- 04/2009-07/2009: Parlamentaria en el Parlamento Vasco.

### Funciones en órganos de gobierno regionales
- 1989-1994: Directora de Servicios del Departamento de Cultura del Gobierno Vasco.
- 1996-1998: Directora de Servicios del Departamento de Interior del Gobierno Vasco.

### Funciones en instituciones de la UE
- 2009-Actualidad: Diputada al Parlamento Europeo.
- 2014-2019: Vicepresidenta del Grupo de la Alianza de los Demócratas y Liberales por Europa;[5] vicepresidenta de la Delegación para las Relaciones con los Países de la Comunidad Andina; miembro de la Comisión de Transportes y Turismo; miembro de la comisión de Pesca y de la Delegación en la Asamblea Parlamentaria Euro-Latinoamericana; suplente en las comisiones de Industria, Investigación y Energía y en la Delegación para las relaciones con Estados Unidos.[6]